# Oxazol
El oxazol es un compuesto del que se deriva una numerosa familia de compuestos orgánicos aromáticos heterocíclicos. Se trata de un azol con un oxígeno y un nitrógeno separados por un carbono. El oxazol es un compuesto aromático, pero menos que el tiazol. Es asimismo una base débil: su ácido conjugado tiene un pKa de 0,8, mientras que el imidazol lo tiene de 7.

## Preparación
Los métodos clásicos de síntesis de oxazol en la química orgánica son:
- la síntesis de Robinson-Gabriel por deshidratación de 2-acilaminocetonas
- la Síntesis de oxazoles de Fischer a partir de cianohidrinas y aldehídos
- la reacción de Bredereck con α-halocetonas y formamida

## Biosíntesis
En las biomoléculas, los oxazoles son el resultado de la ciclación y oxidación de péptidos no ribosómicos de serina o treonina

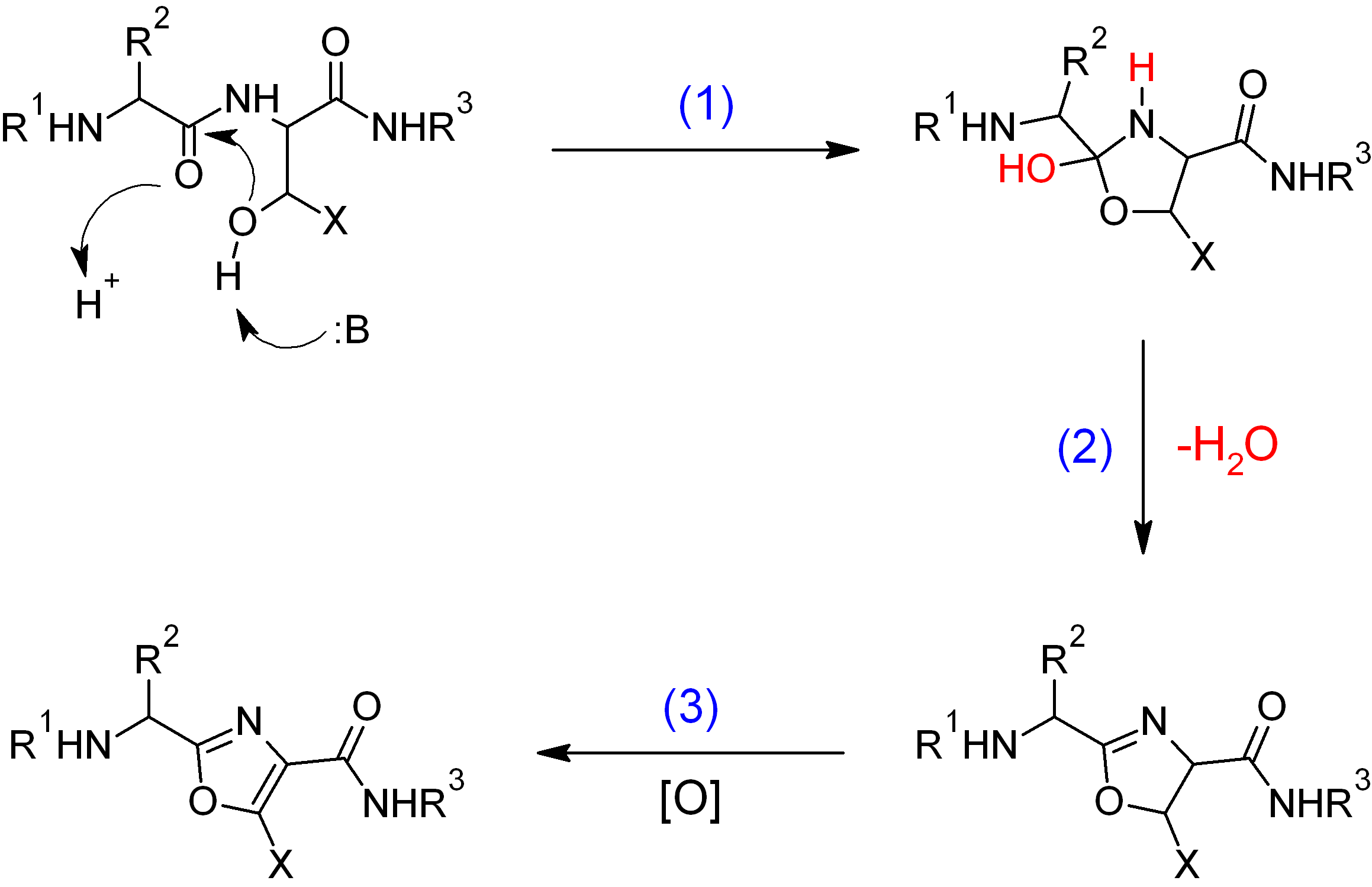
En donde X = H, para serina o treonina respectivamente, B = base.
(1) Ciclización enzimática. (2) Eliminación. (3) [O] = Oxidación enzimática.

Los oxazoles no son tan abundantes en las biomoléculas como lo son los tiazoles relacionados cuyo átomo de azufre reemplaza el de oxígeno del oxazol.